# Palpita kiminensis
Palpita kiminensis là một loài bướm đêm trong họ Crambidae.